# G-Standaard
De G-Standaard is een elektronische database waarin alle geneesmiddelen, hulpmiddelen en gezondheidsproducten zijn opgenomen, die verkrijgbaar zijn via de apotheek.
In de database zijn verschillende elementen opgenomen, zoals de verschillende prijzen van de middelen, farmaceutische gegevens en wat er zoal vergoed kan worden.
De database kwam omstreeks 1980 tot stand onder de naam "KNMP Geneesmiddelendatabank", nadat apothekers om een middel riepen om het declaratieproces dat steeds meer tijd in beslag nam te vergemakkelijken.
Sinds 1999 staat de databank bekend als de "G-Standaard".
De database wordt bijgehouden door het bedrijf Z-Index. Dit bedrijf publiceert maandelijks een update met de nieuwste aanvullingen van medische producten. Een product uit de database wordt hierom vaak als Z-Index (of ZI) nummer aangeduid.
De G-Standaard wordt voornamelijk gebruikt door apothekers, maar ook door zorgverzekeraars, huisartsen, groothandels en fabrikanten. Deze communiceren namelijk allemaal door middel van het Z-Index nummer, waaronder het medisch middel geregistreerd staat.

## G-Standaard in de ICT
Als er vanuit het technisch oogpunt naar de G-Standaard wordt gekeken, bestaat deze database slechts uit een circa 65-tal ruwe tekstbestanden (ASCII, fixed length) waarin alle data zijn opgeslagen.
Al deze bestanden vormen samen een relationele database, die volledig naar eigen inzicht toegepast kan worden.
Het is echter aan de applicatieontwikkelaar om deze bestanden te integreren of te koppelen aan medische applicaties, want Z-Index ontwikkelt hier zelf geen software voor. Z-Index geeft dan ook aan dat ze een contentleverancier is, maar geen softwareleverancier.

## Voorschrijven
Dankzij de G-standaard is de manier van het voorschrijven van medicijnen sinds 2002 op een aantal punten veranderd.
Er worden nu 3 niveaus gehanteerd, die verschillende kenmerken bevatten.
Zo is er de GPK (generieke productcode), waarin o.a. staat beschreven om welke stof in welke vorm het gaat, de sterkte ervan en de toedieningswijze.
Dan is er de HPK (handelsproductcode), waarin alle informatie staat over het medisch product. Deze informatie komt van de fabrikant van het product. Praktisch gezien gaat het bij een HPK vaak over een medicijn van een bepaald merk.
Als een huisarts een HPK voorschrijft, is het in het belang van de patiënt omdat deze bijvoorbeeld allergisch is voor een bepaalde hulpstof die een bepaald merk gebruikt.
Ten slotte is er de PRK (prescriptiecode), die gebruikt wordt om op stofnaam voor te schrijven. Indien de arts hiervoor kiest, is er een ruimere keuze uit verschillende merken van medicijnen. De apotheker kiest vaak voor een goedkopere soort, tenzij aangegeven is voor een bepaald merk te kiezen. (HPK)